# 2031年6月5日月食
2031年6月5日月食为一次將在协调世界时2031年6月5日出現的半影月食。該次月食半影食分為0.154、全影食分為-0.814。

## 概述
這次月食的食分是16.89。

## 基本參數
- 類型：半影月食
- 食甚資料：
  - 日期：2031年6月5日
  - 時間：11:44
  - 月球位置：赤經16.89度、赤緯-21.1度
  - 食分：半影食分：0.154、全影食分：-0.814

## 外部連結
- NASA月食專頁（页面存档备份，存于）（英文）